# Китела, Андрей Юрьевич
Андре́й Ю́рьевич Ките́ла (укр. Андрій Юрійович Кітела; род. 13 декабря 2004, Стрый, Львовская область) — украинский футболист, защитник львовского «Руха».

## Биография
Родился в Стрые. Китела начинал карьеру в академии из родного города, где его первыми тренерами были Василий Багрич и Виталий Пономарев. Затем продолжил обучение в академиях «Карпат» и «Руха».
В сентябре 2020 подписал контракт с «Рухом». Дебютировал в Премьер-лиге 19 октября 2022 в выездном матче против полтавской «Ворсклы» (1:0).